# 5139 Румой
5139 Румой (5139 Rumoi) — астероїд головного поясу, відкритий 13 листопада 1990 року.
Тіссеранів параметр щодо Юпітера — 3,302.
Названо на честь міста Румой (яп. るもい(留萌) румой).